# Johanna Dohnal

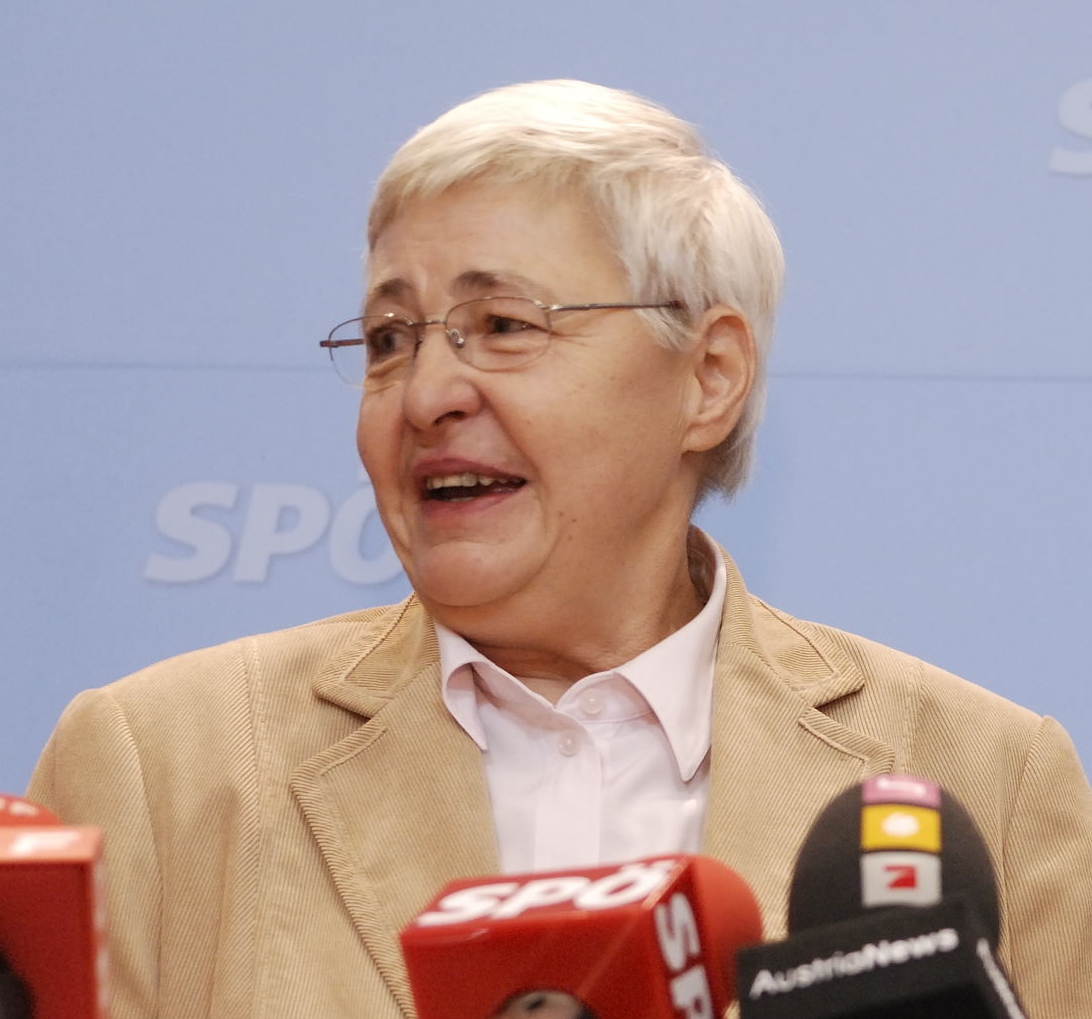
Donal em 2007

Johanna Dohnal (14 de fevereiro de 1939 - 20 de fevereiro de 2010) foi uma política austríaca e a primeira Ministra da Mulher da Austria.

## Vida pessoal

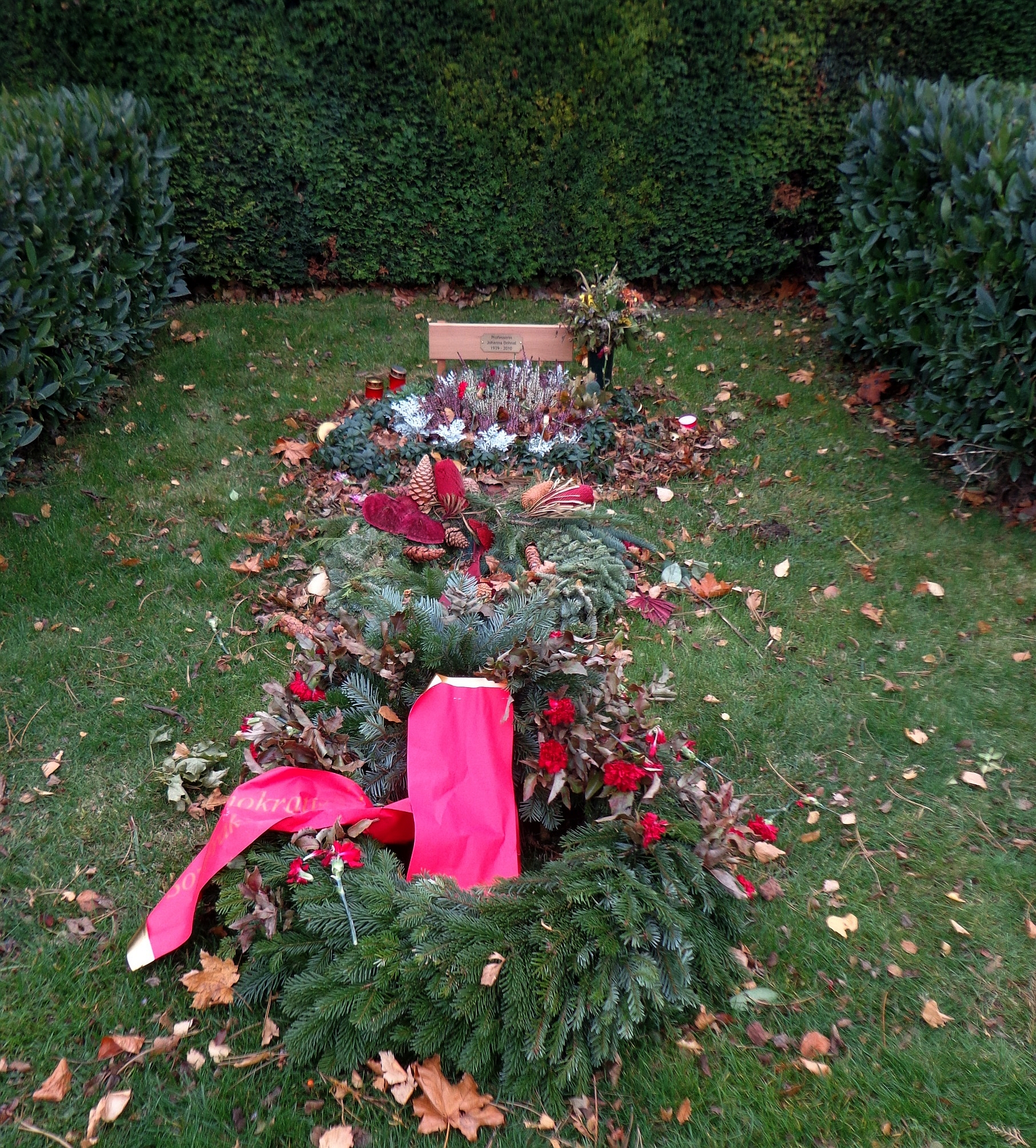
Túmulo de Dohnal (Ehrengrab) no Cemitério Central de Viena

Dohnal nasceu em Viena em 14 de fevereiro de 1939 de mãe solteira.
Em 22 de janeiro de 2010, ela celebrou uma união civil com sua parceira de longa data Annemarie Aufreiter.
Ela morreu em 20 de fevereiro de 2010, em sua casa em Grabern, Baixa Áustria e é comemorada em um túmulo de honra (em alemão:  Ehrengrab) no Cemitério Central de Viena.

## Reconhecimento

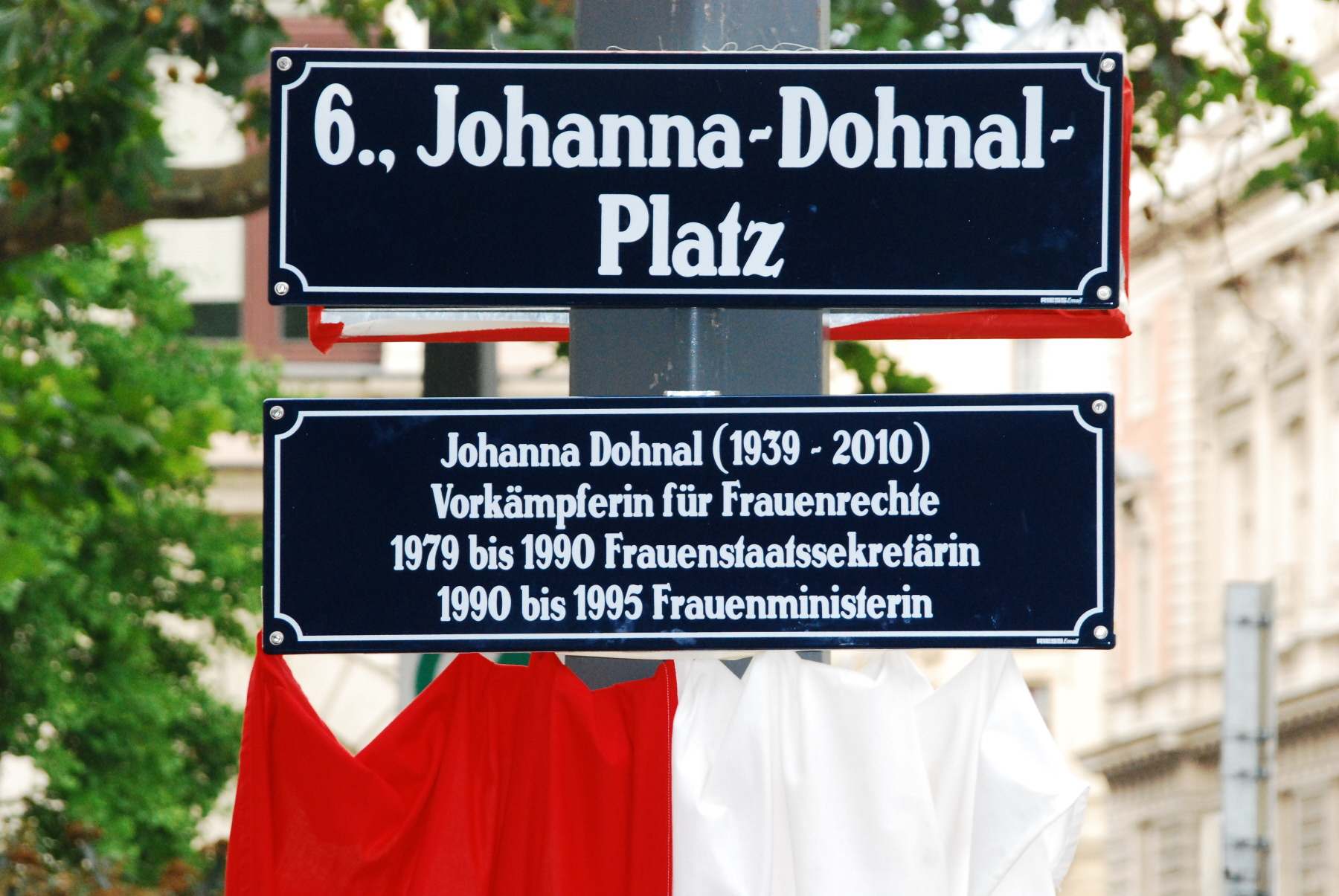
Johnna Dohnal Platz em Viena

A praça Johanna Dohnal Platz em Viena foi nomeada em sua homenagem em 2012.

## Publicações selecionadas
- Johanna Dohnal: ein politisches Lesebuch. [S.l.]: Mandelbaum-Verlag. 2013. ISBN 9783854764076